# Medetera anus
Medetera anus är en tvåvingeart som beskrevs av Becker 1922. Medetera anus ingår i släktet Medetera och familjen styltflugor.
Artens utbredningsområde är Paraguay. Inga underarter finns listade i Catalogue of Life.